# Briggs (cráter)
Briggs es un cráter de impacto lunar que se encuentra en la parte occidental del Oceanus Procellarum, al este de la gran llanura amurallada del cráter Struve, al noreste de la llanura del cráter Eddington, y al norte-noroeste del cráter Seleucus. La posición aislada de este cráter en el mare, cerca del extremo noroeste de la Luna, hace que sea relativamente fácil localizarlo para un observador desde la Tierra. El cráter debe su nombre al matemático británico Henry Briggs.

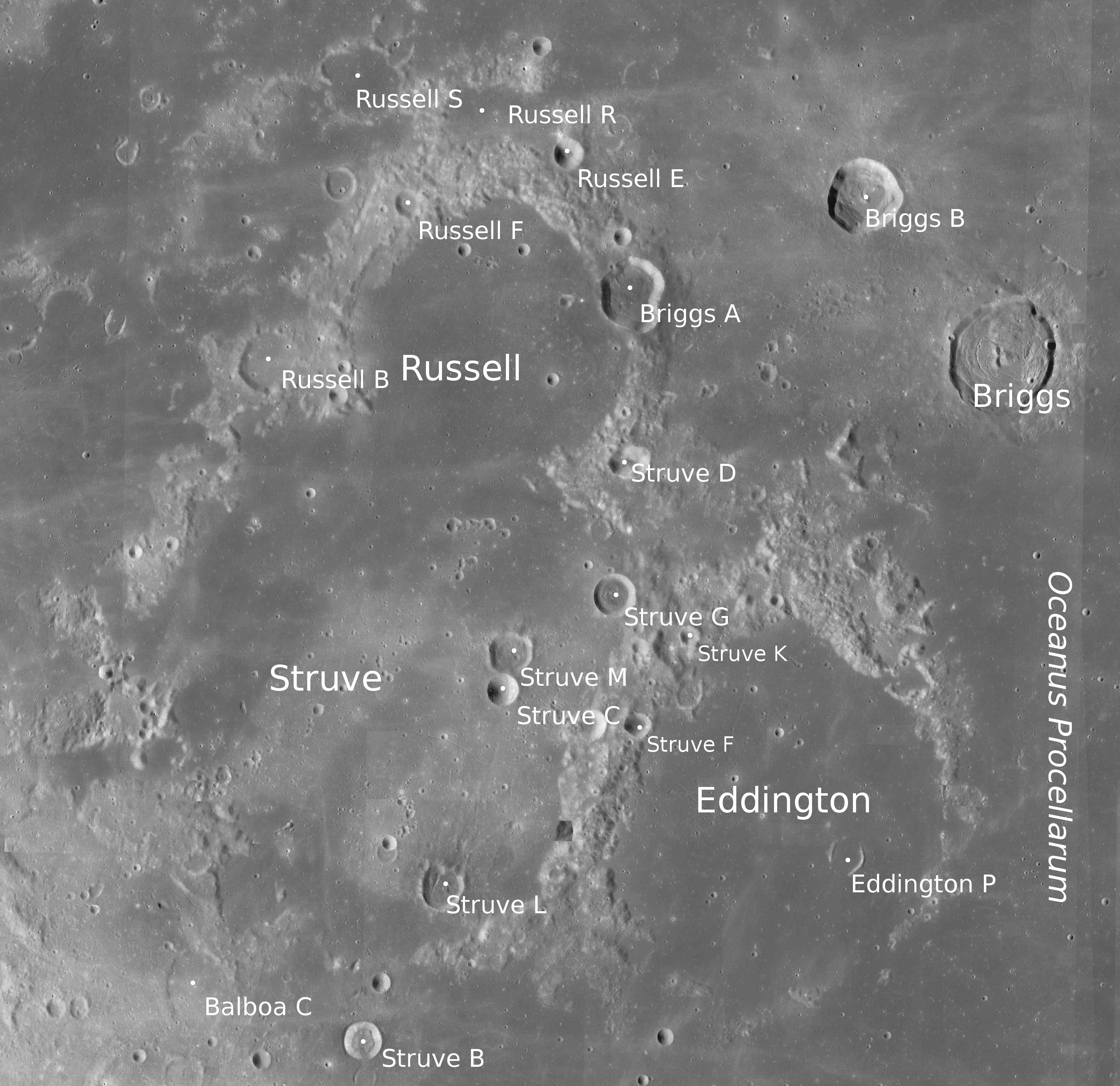
Fotografía de la misión Lunar Reconnaissance Orbiter. Briggs, a la derecha y arriba

El borde exterior de Briggs no es especialmente circular, presentando salientes hacia el exterior en sus lados norte-noreste y sur. En el punto medio del fondo del cráter aparece una cresta central, que se extiende hacia el norte.

## Cráteres satélite

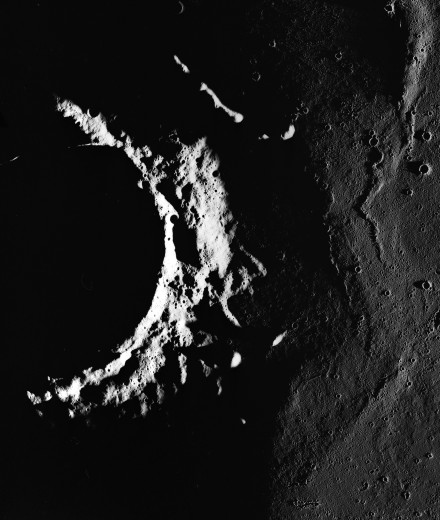
Cráter Briggs al paso del terminador

Por convención estos elementos son identificados en los mapas lunares poniendo la letra en el lado del punto medio del cráter que está más cerca de Briggs.
|        | \| Briggs \| Coordenadas \| Diámetro \| \| ------ \| ----------------------------- \| -------- \| \| A \| 27°06′N 73°42′O / 27.1, -73.7 \| 23 km \| \| B \| 28°06′N 70°54′O / 28.1, -70.9 \| 25 km \| \| C \| 25°00′N 66°54′O / 25.0, -66.9 \| 6 km \| |          |
| Briggs | Coordenadas | Diámetro |
| A      | 27°06′N 73°42′O / 27.1, -73.7 | 23 km    |
| B      | 28°06′N 70°54′O / 28.1, -70.9 | 25 km    |
| C      | 25°00′N 66°54′O / 25.0, -66.9 | 6 km     |